# 존 루이스 & 파트너스
존 루이스 & 파트너스(영어: John Lewis & Partners)는 영국의 백화점 체인으로, 모회사는 존 루이스 파트너십이다. 1호점은 1864년에 런던 옥스퍼드가에 개업했다.
2008년 1월 1일, 존 루이스의 옥스퍼드 스트리트 점은 여왕의 생활 용품과 잡화에 대해 왕실 납품 지정을 받았다.